# 邦特蘭國旗
邦特蘭國旗是索馬里東北部地區的自治共和国邦特蘭的國旗。現在的邦特兰國旗啟用於2009年11月22日，是一面三色旗，自上而下是藍色、白色、綠色三色條紋。藍色條紋加上其內含之白色五角星是索马里的旗帜，白色象征和平与稳定，绿色象征自然资源。